# زیپ‌کد

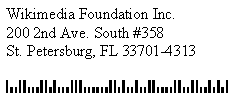
این آدرس بارکد پست‌نت نه رقمی و کد زیپ ۴ رقمی را نشان می‌دهد.

زیپ کد (به انگلیسی: ZIP codes) نوعی کد پستی که خدمات پستی ایالات متحده آمریکا (USPS) از سال ۱۹۶۳ از آن استفاده می‌کند. که این لغت مختصر شده (به انگلیسی: Zone Improvement Plan) به معنی طرح رشد منطقه‌ای است.

## تاریخچه
در شکل اولیه دارای ۵ رقم بود که در دهه ۱۹۸۰ چهار رقم ZIP+4 که برای مشخص کردن مکان دقیق‌تر کاربرد داشت به آن افزوده شد. عبارت و علامت زیپ‌کد به عنوان علامت تجاری به ثبت رسیده بود که در حال حاضر تاریخ آن منقضی شده‌است.

آقای زیپ که در بین سال‌های ۱۹۶۰–۱۹۷۰ مردم را به استفاده از زیپ‌کد تشویق می‌کرد